# Banque impériale de Metz
L’ancienne banque impériale de Metz, ou Reichsbank, est un imposant édifice en grès rose construit au début du XXe siècle sur la place Raymond-Mondon, avenue Foch à Metz. Elle est aujourd’hui le siège la Chambre de commerce et d’industrie de la Moselle.

## Contexte historique
Pendant l’annexion, Metz se transforme sous l’action des autorités allemandes qui décident de faire de son urbanisme une vitrine de l’empire wilhelmien. L’éclectisme architectural se traduit par l’apparition de nombreux édifices de style néoroman, tels la poste centrale, le temple Neuf ou une nouvelle gare ferroviaire ; de style néogothique tels le portail de la cathédrale et le temple de Garnison, ou encore de style néorenaissance tel le palais du Gouverneur. La Reichsbank illustre parfaitement cette politique de germanisation par l’architecture déployée par Guillaume II pour asseoir son emprise sur la ville.

## Construction et aménagements
Le site choisi pour le nouvel édifice, sur le Kaiser Wilhelm-Ring est alors un emplacement prestigieux. La place impériale, construite au début du XXe siècle, s’élève déjà la statue équestre du père de Guillaume II, Frédéric III d’Allemagne. Les bâtiments qui entourent la place devaient symboliser le rayonnement des pouvoirs autour de l’empereur : le pouvoir financier avec la banque impériale, le pouvoir corporatiste avec la Chambre des métiers, de style néo-Renaissance en grès rose, le pouvoir militaire avec la caserne Prince-Frédéric-Charles, le pouvoir religieux avec une église dont la guerre empêcha la construction.
L’ancienne banque impériale est édifiée de 1905 à 1907 sous le nom de Reichsbank. Ses architectes, Robert Curjel et Karl Coelestin Moser, travaillent dans le prospère cabinet d’architecture « Curjel et Moser » de Karlsruhe. À une époque où le choix du matériau de construction n’est pas anodin, l’édifice est construit en grès rose dans un style neo-classique rhénan. L’aménagement intérieur est fonctionnel, répondant aux théories en cours de ce siècle rationnel.

## Affectations successives

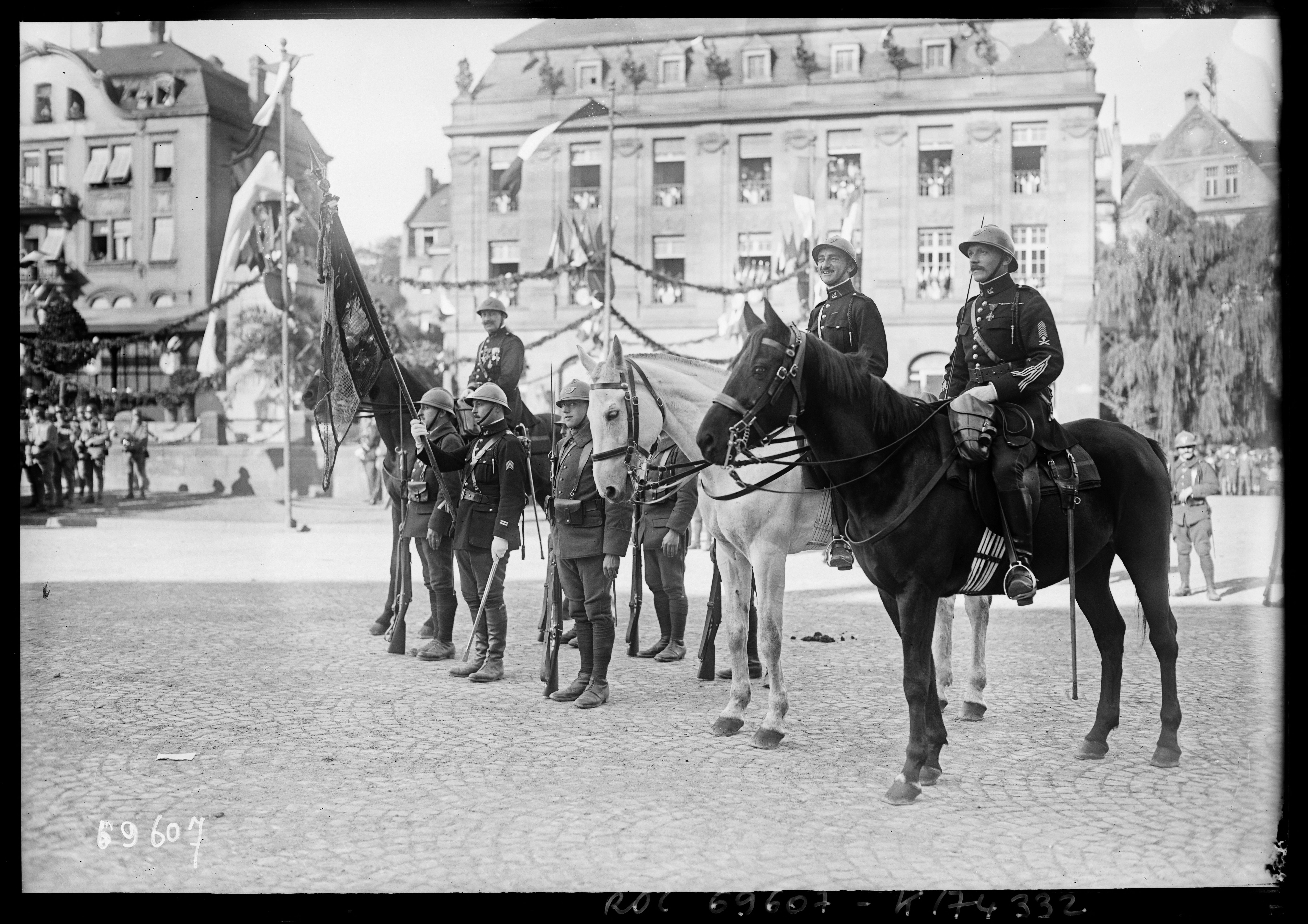
Soldats français devant l'ex-banque impériale le 16 10 1921.

La banque passa sous le contrôle de la France en 1919. L’édifice est aujourd’hui utilisé par la Chambre de commerce et d’industrie de la Moselle.